# Copa Julio Roca 1957
Copa Julio Roca 1957 - turniej towarzyski o Puchar Julio Roca między reprezentacjami Argentyny i Brazylii rozegrano po raz siódmy w 1957 roku.

## Mecze
| 7 lipca Rio de Janeiro |  | Brazylia | 1 | - | 2 | Argentyna |

| 10 lipca São Paulo |  | Brazylia | 2 | - | 0, po dogrywce (1-0) | Argentyna |

## Końcowa tabela
| M | Reprezentacja | L.m. | Zw. | Rem. | Por. | Bramki | R.br. | Pkt |
| 1 | Brazylia      | 2    | 1   | 0    | 1    | 3:2    | +1    | 2   |
| 2 | Argentyna     | 2    | 1   | 0    | 1    | 2:3    | -1    | 2   |

Triumfatorem turnieju Copa Julio Roca 1957 został zespół Brazylii.